# Double messieurs de tennis aux Jeux olympiques de 1904

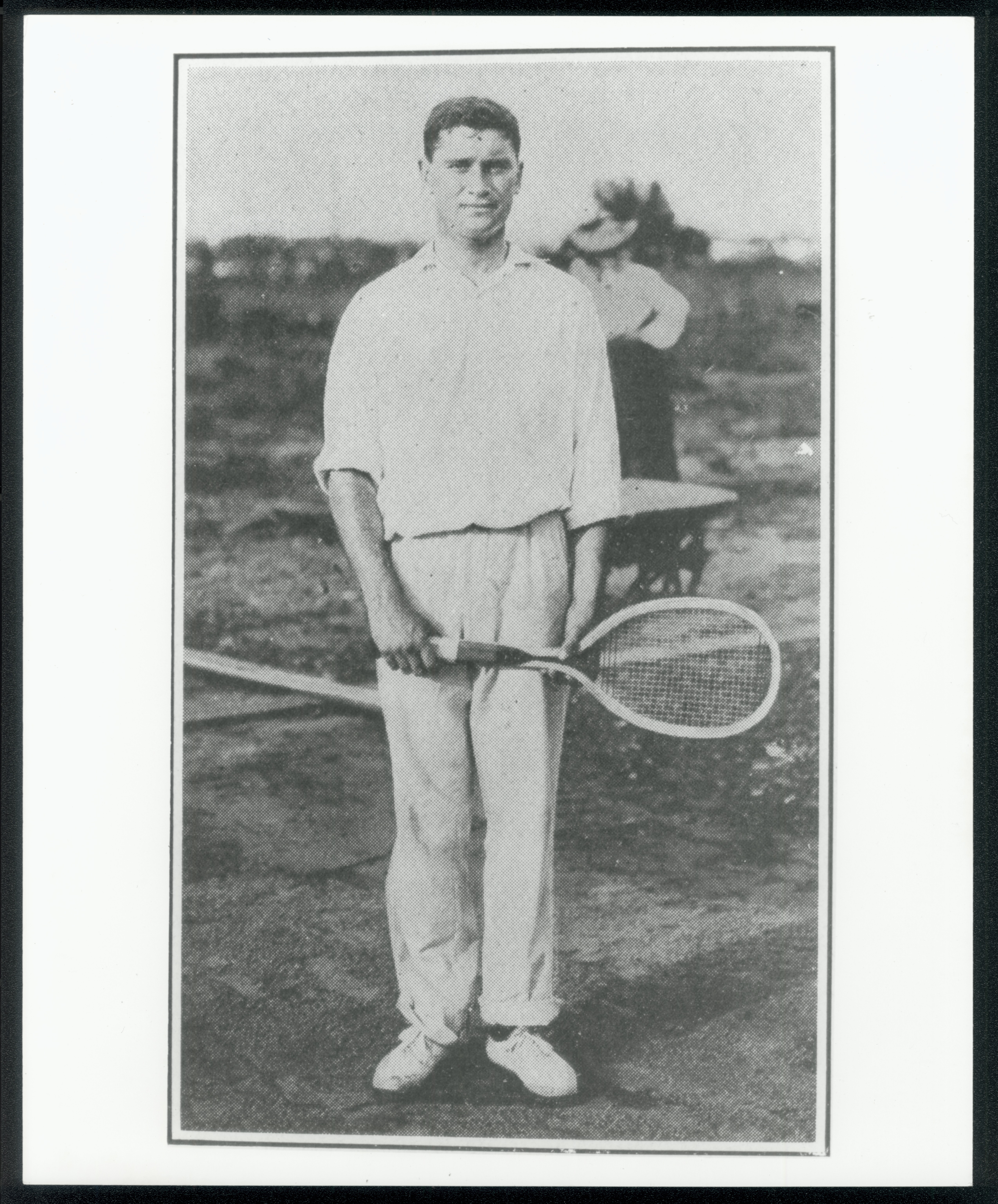

Cet article présente les résultats détaillés du double messieurs de l'édition 1904 des compétitions de tennis aux Jeux olympiques d'été qui est disputé du 29 août au 3 septembre 1904 1904.

## Résultats

### Finales
|               | Date     | Nom et lieu du tournoi         | Dot. | Surf.        | Vainqueur                     | Finaliste                    | Score         |
| Finale        | 29/08/04 | Jeux Olympiques d'été St Louis | 0 $  | Terre (ext.) | Beals Wright · Edgar Leonard  | Robert LeRoy · Alphonzo Bell | 6-4, 6-4, 6-2 |
| Petite finale | 29/08/04 | Jeux Olympiques d'été St Louis | 0 $  | Terre (ext.) | Clarence Gamble · Arthur Wear | Joseph Wear · Allen West     | Partage       |